# Perpetuum mobile. Ein musikalischer Scherz
Perpetuum mobile (Moto perpetuo) op.257, è uno scherzo musicale di Johann Strauss (figlio).
I momenti di maggiore interesse durante i carnevali di Vienna del 1859 e del 1860 furono i concerti di beneficenza organizzati dai due fratelli Strauss, Johann e Josef. Entrambi i fratelli organizzarono un ballo sotto il titolo Carnevals Perpetuum mobile, oder: Ohne di Tanz Ende (Moto perpetuo di carnevale, o ballando ininterrottamente).
In entrambe le occasioni i due fratelli Strauss apparvero alla guida di due diverse orchestre, con le quali, eseguirono non meno di una cinquantina di danze.
A seguito del grande successo ottenuto, Johann Strauss progettò uno spettacolo ancora più grandioso per il carnevale dell'anno seguente. Il 19 gennaio 1861 il Fremden-Blatt annunciò:
("Fremden-Blatt")
Quest'evento vide il debutto in pubblico per il giovane Eduard Strauss che, allora, aveva 25 anni.
Come i due balli precedenti, la festività del 1861 propose 50 balli durante il corso della serata che venne ribattezzata in modo del tutto analogo alle precedenti "Ballando ininterrottamente". Anche se i fratelli Strauss non composero nessun brano di danza per questa particolare occasione, l'evento stesso sembra avere ispirato Johann per scrivere uno dei suoi più popolari lavori.
Annunciato come "Perpetuum mobile, caratteristico pezzo di fantasia per orchestra", il lavoro fu eseguito per la prima volta il 4 aprile 1861 nel sobborgo viennese di Rudolfsheim ad un concerto di addio di Johann prima della sua partenza per la Russia.
Johann riconobbe subito il problema di trovare un modo adatto per terminare il brano, fu così che, ancora oggi, viene terminato con le parole Und so weiter... (E così continua...).